# Дикі поля (рольова гра)
«Дикі поля» (пол. Dzikie Pola) — польська рольова гра. Перше видання, опубліковане Wydawnictwo Mag у 1997 році, створене авторами Яцека Комуди, Марціна Барилки та Мацея Юревича. Друге видання, опубліковане MAX PRO у 2005 році, було розроблено Яцеком Комудою, Міхалом Мохоцьким та Артуром Махловським під патронатом порталу Valkiria. Характерною рисою гри є стиль сетингу, наближений до польської історії.

## Реальність
Дія гри відбувається в Речі Посполитій з другої половини XVI століття до XVII—XVIII століття, і автори рекомендують гру в часи її найбільшого розквіту та найбільших військових заворушень в історії Польщі.

## Гра
Гра «Дикі поля» базується на стандартних рішеннях для рольових ігор, але її історичне середовище приносить із собою відмінні елементи. Ігровий майстер отримує звання старости. Гравці виступають у ролі сарматської знаті, яка, починаючи зі злиднів, піднімається соціальними сходами річпосполитської держави (вони також можуть грати іноземцями).
Більшість пригод відбуваються в бурхливому південно-східному регіоні королівства — Запоріжжі (регіон, відомий в Польщі як «Дикі Поля», нині розташований на території України). Це час занепаду польського Золотої доби, що супроводжується дестабілізацією Золотої Свободи та сповзання уряду в анархію через магнатські змови та зростання напруженості, пов'язаної з кріпацтвом, особливо бунтів за участю козаків. Конфлікти між численними шляхтичами, герці та посилення внутрішніх заворушень є звичайними темами, тоді як магія зустрічається рідко (і залежить від того, наскільки далеко майстер хоче відійти від історичної реальності).
Фантастичні елементи включають магію — таємничу та приховану від більшості людей, вона належить до старопольської магії, відомої в попкультурі (наприклад, контакт з душами померлих і ворожіння).

## Механіка

### Система1 видання
Окрім основного посібника, видано додатки «У Широкому Степу» (W stepie Szerokim) та «Вогнем і мечем» (Ogniem i mieczem) (автори: Анджей Лукасяк і Яцек Комуда).
Потрібен десятигранний кубик (характерні особливості у відсотковій шкалі — число 40 означає 40 % шансів виконати завдання, поставлене Старшим), а також шестигранний кубик (результат нижче кидка кубика — успішне випробування для гравця).
Під час гри перевірки виконуються за допомогою простого кидка кубика d20, модифікованого тестуванням атрибутів персонажів, навичок та інших модифікаторів ситуації. Якщо кидок вище рівня складності, дія успішна.
Більша частина механіки присвячена бойовій системі. У грі є механіка як для рукопашного бою, так і для бою з вогнепальною зброєю, але більшість правил присвячено першому — із шаблями (польським різновидом шаблі) або рапірами (використовуються переважно іноземцями). Гравці можуть використовувати понад 30 різних ходів під час бою, тому під час бою, особливо між досвідченими гравцями, ігри набувають майже тактичного відтінку.

### Система 2-го видання
Основою гри є посібник «Дикі поля: Річ посполита у вогні» (Dzikie Pola: Rzeczpospolita w ognia) та додаток «Пан Брат, або Опис сарматського вельможі» (Pan Brat, czyli opis szlachcica Sarmatskiego).
Механіка зазнала значних змін, було змінено систему кубиків та описових модифікаторів замість десятигранного кубика та відсоткових модифікаторів. Механіки в основному розвивають бойову систему, як з білою, так і з вогнепальною зброєю.

## Спільнота
Гравці «Диких полів» обмінюються думками про гру на Swawolna Kompanija — офіційному форумі та вебсайті «Дикі поля». Там також діє фан-спільнота — там публікуються історії, сценарії (щоденники) та інші статті.

## Значення
За словами Міхала Мохоцького, гра займає «особливе, піонерське місце» в польській ігровій індустрії, як «перша сучасна гра на сарматську тематику». Гра сприяла популяризації сарматської культурної спадщини в популярній польській культурі, наприклад, завдяки активності фанатів польського фендому рольових ігор, які беруть участь в організації історичних реконструкцій та освітніх проєктів.